# James Cassels
Sir Archibald James „Jim“ Halkett Cassels, GCB, KBE (* 28. Februar 1907 in Quetta, Britisch-Indien, heute: Pakistan; † 13. Dezember 1996 in Newmarket, Suffolk) war ein britischer Offizier und Cricketspieler, der zuletzt als Field Marshal von 1965 bis 1968 Chef des Generalstabes der British Army war.

## Leben

### Offiziersausbildung, Cricketspieler und Zweiter Weltkrieg
Er war der Sohn des Generals der Britisch-Indischen Armee Sir Robert Cassels (1876–1959). Er absolvierte seine schulische Ausbildung an der renommierten Rugby School und begann danach eine Kadettenausbildung am Royal Military College Sandhurst. Nach deren Abschluss trat er 1926 als Second Lieutenant des Infanterieregiments Seaforth Highlanders in die British Army ein und fand in der Folgezeit zahlreiche Verwendungen als Offizier und Stabsoffizier. Er spielte zudem zwischen dem 17. März 1928 und dem 1. Juni 1935 insgesamt fünf First-Class Cricket-Spiele, unter anderem für die Mannschaft der British Army, bei denen er als rechtshändiger Batsman und rechtsarmiger Fast bowling/Off-Spin-Bowler ein Batting average von 39,40 sowie ein Bowling average von 20,75 erzielte.
Während des Zweiten Weltkrieges war er ab 28. Januar 1941 zunächst den lokalen Rang sowie ab 5. Oktober 1941 im kommissarischen Rang eines Lieutenant-Colonel bis 1942 stellvertretender Leiter der Planungsabteilung (Deputy Director of Plans) im Kriegsministerium (War Office). In der Folgezeit fungierte er ab 5. Januar 1942 im auf die Dauer des Krieges befristeten Rang eines Majors sowie zugleich im temporären Rang eines Lieutenant-Colonel bis 1943 als Erster Generalstabsoffizier der 52nd (Lowland) Infantry Division. Dort erhielt er am 30. August 1943 seine Beförderung in den permanenten Rang eines Majors und wurde am 10. Januar 1944 kommissarischer Colonel und kommissarischer Brigadier. Danach war er zwischen dem 27. Juni 1944 und dem 28. Mai 1945 Kommandeur (Commanding Officer) der 152nd (Seaforth and Cameron) Infantry Brigade, in der er am 10. Juli 1944 den auf die Dauer des Krieges befristeten Rang eines Lieutenant-Colonel sowie die temporären Räng eines Colonels und Brigadiers erhielt.

### Nachkriegszeit und Aufstieg zum General
Nach Kriegsende wurde James Cassels am 28. Mai 1945 als kommissarischer Major-General Nachfolger von Major-General Gordon MacMillan Kommandierender General (General Officer Commanding) der 51st (Highland) Division und verblieb in dieser Verwendung bis Februar 1946, woraufhin er von Major-General Colin Muir Barber abgelöst wurde. Er selbst löste daraufhin im März 1946 Major-General Eric Bols als Kommandierender General der im Völkerbundsmandat für Palästina eingesetzten 6th Airborne Division ab und verblieb in dieser Verwendung bis zu seiner Ablösung durch Major-General Eric Bols im Dezember 1946. In dieser Zeit erhielt er am 28. März 1946 sowohl den auf die Dauer des Krieges befristeten Rang eines Colonels als auch den temporären Rang eines Major-General. Am 19. August 1947 wurde er zum Colonel befördert, wobei die Beförderung auf den 28. Mai 1946 zurückdatiert wurde. Nachdem er zwischen 1947 und 1948 das Imperial Defence College (IDC) in London absolviert hatte, löste er im Januar 1948 Major-General Maurice Chilton als Leiter der Abteilung für Land- und Luftkriegsführung (Director of Land & Air Warfare) im Kriegsministerium ab und verblieb dort bis zu seiner Ablösung durch Major-General Roger Bower am 16. Dezember 1949. Während dieser Zeit wurde er am 19. Januar 1948 zunächst temporärer Major-General und erhielt am 4. März 1948 seine Beförderung zum Brigadier. Am 20. Dezember 1948 wurde er zum Major-General befördert, wobei die Beförderung dieses Mal auf den 26. Februar 1948 zurückdatiert wurde.
Als Nachfolger von Rear-Admiral Charles Pizey übernahm Cassels am 16. Dezember 1949 den Posten als Leitender Verbindungsoffizier der britischen Streitkräfte beim Verbindungsstab in Australien und übte diese Funktion bis zum 10. Juni 1951 aus, woraufhin Air Vice-Marshal Gilbert Harcourt-Smith seine dortige Nachfolge antrat. Anschließend wurde er am 10. Juni 1951 erster Kommandierender General der im Koreakrieg eingesetzten 1st Commonwealth Division und bekleidete dieses Kommando bis zu seiner Ablösung durch Major-General Michael West am 7. September 1952. Am 10. Oktober 1952 wurde er zum Knight Commander des Order of the British Empire (KBE) geschlagen und führte fortan den Namenszusatz „Sir“. Anschließend wurde er am 4. Januar 1953 temporärer Lieutenant-General und löste Lieutenant-General Alfred Dudley Ward als Kommandierender General des in Deutschland stationierten I Corps. Während dieser Verwendung wurde er am 2. Februar 1954 erfolgte seine Beförderung zum Lieutenant-General. Er bekleidete diese Funktion bis zum 15. Oktober 1954, woraufhin Lieutenant-General Hugh Stockwell sein Nachfolger wurde.
Nach seiner Rückkehr wurde Lieutenant-General Sir James Cassels am 15. November 1954 Generaldirektor der Abteilung Militärische Ausbildung im Kriegsministerium (Director-General of Military Training, War Office) und damit Nachfolger von Lieutenant-General Colin Callander. Diese Position übte er bis zum 23. August 1957 aus und wurde daraufhin von Lieutenant-General Gerald Lathbury abgelöst. Danach wurde er während der sogenannten Malayan Emergency, einem bewaffneten Konflikt in der Föderation Malaya am 17. September 1957 Direktor der dortigen militärischen Operation (Director of Emergency Operations) und hatte diese Position bis zum 6. Januar 1959 inne. Er war zugleich vom 15. März 1957 bis zum 7. Februar 1961 Regimental Colonel der Seaforth Highlanders sowie ferner vom 27. Mai 1957 bis zum 29. Februar 1968 Colonel Commandant des Corps of Royal Military Police & Gurkha Military Police. Am 29. November 1958 wurde er zum General befördert und löste am 29. Juni 1959 Lieutenant-General Charles Coleman Oberkommandierender des Ostkommandos (General Officer Commanding in Chief, Eastern Command) und hatte dieses Kommando bis zu seiner abermaligen Ablösung durch General Gerald Lathbury am 6. Januar 1960 inne.

### Chef des Generalstabes der British Army
Am 7. Januar 1960 kehrte General Cassels nach Deutschland zurück und wurde erneut als Nachfolger von General Alfred Dudley Ward Oberkommandierender der Britischen Rheinarmee BAOR (Commander in Chief, British Army of the Rhine) sowie in Personalunion auch Oberkommandierender der NATO-Heeresgruppe Nord NORTHAG (Northern Army Group). In beiden Funktionen wurde er am 1. April 1963 von General William Gurdon Stirling abgelöst. Zusätzlich fungierte er zwischen dem 29. April 1960 und dem 29. April 1963 als Aide-de-camp von Königin Elisabeth II. und wurde zudem am 31. Dezember 1960 als Knight Grand Cross des Order of the Bath (GCB) geadelt. Des Weiteren war er vom 1. Januar 1961 bis zum 1. Januar 1966 Colonel Commandant des Army Physical Training Corps. Ab der Verschmelzung der Seaforth Highlanders mit den Queen’s Own Cameron Highlanders am 7. Februar 1961 war er bis zum 7. Februar 1966 auch Regimental Colonel des dadurch neu entstandenen Infanterieregiments der Queen’s Own Highlanders (Seaforth and Camerons).
Sir James Cassels übernahm am 1. Juni 1963 im Verteidigungsministerium des Vereinigten Königreichs von General Richard Goodbody den Posten als Generaladjutant der Streitkräfte (Adjutant-General to the Forces) und hatte diesen bis zum 26. Oktober 1964, woraufhin General Reginald Hewetson seine Nachfolge antrat. Zuletzt wurde er als Nachfolger von General Richard Hull am 8. Februar 1965 Chef des Generalstabes (Chief General Staff) der British Army. Er behielt diesen Posten bis zu seinem Eintritt in den Ruhestand am 1. März 1968 und wurde dann von General Geoffrey Harding Baker abgelöst. Am Tage vor seinem Ausscheiden aus dem aktiven Militärdienst wurde er am 29. Februar 1968 noch zum Generalfeldmarschall (Field Marshal) befördert.